# Атапалгус (Џорџија)
Атапалгус (енгл. Attapulgus) град је у америчкој савезној држави Џорџија. По попису становништва из 2010. у њему је живело 449 становника.

## Демографија
Према попису становништва из 2010. у граду је живело 449 становника, што је 43 (8,7%) становника мање него 2000. године.
| Група             | 2000.       | 2010.       |
| Белци             | 202 (41,1%) | 153 (34,1%) |
| Афроамериканци    | 246 (50,0%) | 219 (48,8%) |
| Азијати           | 0 (0,0%)    | 4 (0,9%)    |
| Хиспаноамериканци | 39 (7,9%)   | 69 (15,4%)  |
| Укупно            | 492         | 449         |